# Catherine Grace Godwin
Catherine Grace Godwin (Glasgow, 25. prosinca 1798. – Barbon, 1. svibnja 1845.) bila je škotska književnica, pjesnikinja i amaterska slikarica.

## Životopis
Catherine Grace Garnett rođena je u Glasgowu 25. prosinca 1798. godine. Njezina je majka, Catherine Grace Cleveland, umrla pri porodu, a njezinog je oca, dr. Thomasa Garnetta, smrt supruge jako pogodila te je on preminuo 1802. godine. Godwin i njezina starija sestra odrasle su s prijateljicom njihove majke, Mary Worboys, u Barbonu pokraj Kirkby Lonsdalea u Westmorlandu.
Počela je slikati i pisati pjesme s petnaest godina, no nijedan rad nije objavila do 1824. godine. Njezina joj je knjiga omogućila da postane dopisnica i da upozna Williama Wordswortha.
Objavila je ljubavni roman Reine Canziani, ali nije koristila vlastito ime na naslovnici. Svoje najpoznatije djelo The Wanderer's Legacy and other poems objavila je 1828. i posvetila ga je Wordsworthu.
Godwin je također objavila The Night before the Bridal and other poems prije nego što se udala za Thomasa Godwina koji je radio za Časnu Istočnoindijsku kompaniju. Objavila je još jednu zbirku pjesama i preminula je u svibnju 1845. godine u Barbonu.
Arthur Cleveland Wigan skupio je njene pjesme i dao ih objaviti 1854. zajedno s njezinim autoportretom.

## Odabrana djela
- Alicia Grey, Or, to Be Useful Is to Be Happy
- Reine Canziani
- Josephine, Or, Early Trials
- The Wanderer's Legacy: a Collection of Poems, on Various Subjects
- Louisa Seymour, or, Hasty Impressions
- The Reproving Angel: A Vision
- Esther More, or, Truth is Wisdom
- Basil Harlow, or Prodigality is not Generosity
- Cousin Kate, or the Punishment of Pride
- Scheming, A Tale